# ココロドキドキ
「ココロドキドキ」は、声優の宮崎羽衣が出した2ndマキシシングルである。品番はLACM-4260。

## 収録曲
1. ココロドキドキ
  - 作詞：mavie、作曲：田村信二、編曲：鈴木マサキ
  - PVが製作されているが、商品化されていない。
2. ネコ耳だったら聞こえるの?
  - 作詞：畑亜貴、作曲：冨田暁子、編曲：上野浩司
3. ココロドキドキ（off vocal）
4. ネコ耳だったら聞こえるの?（off vocal）